# 드라큐리옷
드라큐리옷(DRACU-RIOT! 또는 Dracu-riot!, 일본어: ドラクリオット!)은 유즈소프트가 2012년 3월 30일 출시한 성인 비주얼 노벨이다. 유즈소프트의 6번째 비주얼 노벨이며 노벨 웍스와 천신란만이 바로 뒤를 잇는다. 2개의 만화 각색작품이 있다.

## 음악
- Love Incident (캐릭터: 야라이 미우)
- Growling! (캐릭터: 메라 아즈사)
- 분명 괜찮아(きっと大丈夫, 캐릭터: 이나무라 리오)
- NO LIMIT (캐릭터: Elina Olegovna Obeh)